# Taboo Tuesday 2005
Taboo Tuesday 2005 è stata la seconda ed ultima edizione dell'evento in pay-per-view Taboo Tuesday, prodotto dalla World Wrestling Entertainment. L'evento, esclusivo del roster di Raw, si è svolto il 1º novembre 2005 al iPayOne Center di San Diego. La tagline dell'evento era Log on. Take over., mentre la colonna sonora è stata Twisted Transistor dei Korn.
È stata la seconda edizione di Taboo Tuesday in cui i fan avrebbero avuto l'opportunità di votare le stipulazioni degli incontri. I voti per l'evento iniziarono il 24 ottobre e si conclusero durante l'evento.
Il main event dell'evento fu il triple threat match per il WWE Championship tra il campione John Cena e gli sfidanti Kurt Angle e Shawn Michaels, vinto da Cena dopo aver schienato Michaels. Altri match importanti dell'undercard furono lo Steel Cage match per l'Intercontinental Championship tra il campione Ric Flair e lo sfidante Triple H e il tag team match tra la coppia composta da Rey Mysterio e Matt Hardy contro quella formata da Chris Masters e Snitsky.

## Storyline
La rivalità principale dell'evento fu quella per il WWE Championship tra il campione John Cena e gli sfidanti Kurt Angle e un wrestler a scelta del pubblico tra Kane, Big Show e Shawn Michaels. Il 18 settembre ad Unforgiven, Cena perse contro Angle per squalifica dopo averlo colpito intenzionalmente con il titolo; un titolo non può essere vinto per squalifica, di conseguenza Cena mantenne il titolo. Nella puntata di Raw del 17 ottobre, il general manager Eric Bischoff annunciò un triple threat match per il WWE Championship tra Cena, Angle e un wrestler scelto dal pubblico per Taboo Tuesday. Nella stessa sera, Bischoff organizzò tre serie di match di qualificazione in cui il vincitore avrebbe ricevuto un posto nel ballottaggio come contendente potenziale di Cena e Angle, vinte da Kane, Big Show e Shawn Michaels. La settimana successiva, Michaels sconfisse Big Show e Kane in un triple threat match dopo aver schienato Show. La settimana seguente Bischoff annunciò un match tra Cena e Michaels, che si concluse senza un vincitore in quanto Angle attaccò entrambi.
La rivalità predominante fu quella per l'Intercontinental Championship tra il campione Ric Flair e lo sfidante Triple H. Nella speciale di Raw Homecoming del 3 ottobre, Triple H tornò dopo quattro mesi d'assenza e insieme a Ric Flair sconfisse Chris Masters e Carlito. Dopo il match Triple H attaccò Flair con un martello sancendo la fine dell'Evolution dopo oltre due anni. La settimana successiva, Triple H spiegò le sue azioni affermando di aver visto un Flair mediocre dopo aver vinto l'Intercontinental Championship. Nella puntata di Raw del 24 ottobre, fu annunciato un match tra Triple H e Ric Flair per Taboo Tuesday in cui il pubblico avrebbe potuto scegliere la stipulazione dell'incontro tra un Single match, Submission match e Steel Cage match.
L'altra rivalità predominante fu quella tra il roster di Raw e di SmackDown!. Nella puntata di Raw del 3 ottobre, il chairman della WWE Vince McMahon annunciò un match tra i wrestler di SmackDown!. Il general manager Eric Bischoff disse che McMahon aveva abbandonato l'arena e di essere in controllo dello show interrompendo il match. Nella puntata di Raw del 17 ottobre, la musica d'ingresso di John "Bradshaw" Layfield (JBL), appartenente al roster di SmackDown!, distrasse Edge, appartentente al roster di Raw, causandogli una sconfitta. Nella puntata di SmackDown! del 21 ottobre, Edge, Chris Masters e Carlito interferirono durante il match tra JBL e Rey Mysterio attaccando quest'ultimo. Nella puntata di Raw del 24 ottobre, Eric Bischoff invitò Rey Mysterio a prendere parte alla Masterlock Challenge di Chris Masters che accettò, tuttavia, Mysterio attaccò Masters e ciò spinse Bischoff a chiamare i wrestler di Raw, mentre Long chiamò i wrestler di SmackDown! iniziando una rissa tra i due roster.

## Evento
Prima della messa in onda dell'evento, Kerwin White e Matt Striker sconfissero Shelton Benjamin e Val Venis in un tag team match a Sunday Night Heat.

### Match preliminari
Il primo match dell'evento fu un tag team match tra la coppia composto da Edge e Chris Masters (appartenenti al roster di Raw) contro quella formata da Matt Hardy e Rey Mysterio (appartenenti al roster di SmackDown!). Prima dell'inizio del match, Edge si rifiutò di lottare affermando di non essere interessato nel rappresentare Raw e scelse Snitsky come sostituto. Durante le fasi iniziali dell'incontro, Masters e Snitsky si portarono in vantaggio attaccando Mysterio. Successivamente, Mysterio reagì eseguendo una tilt-a-whirl. In seguito, Hardy prese il controllo del match effettuando su Snitsky un Side Effect e una DDT. Mysterio e Hardy eseguirono poi rispettivamente su Masters e Snitsky una 619 e Twist of Fate e permise a Mysterio di schienare Masters e vincere il match.
Il match successivo vide Rob Conway e Tyson Tomko affrontare Eugene e Jimmy Snuka; quest'ultimo ottenne il 43% delle preferenze totali da parte dei fan votanti. Durante le fasi iniziali del match, Conway e Tomko dominarono Eugene. In seguito, Eugene contrattaccò l'offensiva di Tomko per poi dare il cambio a Snuka, che eseguì una serie di chop e headbutt ai danni di Conway. Tomko attaccò poi Snuka alle spalle e lo gettò fuori dal ring dopo l'esecuzione di una clothesline. Nel finale, Eugene colpì Conway con un jawbreaker per poi eseguire su di lui la Rock Bottom. Eugene schienò poi Conway per vincere il match. Al termine del match, Tomko attaccò Snuka e Eugene, finché non arrivarono sul ring Jim Duggan e Kamala per scacciare Tomko.
Il terzo match fu tra Carlito e Mankind, il quale ottenne il 52% delle preferenze totali da parte dei fan votanti. Il match iniziò con Carlito che eseguì un dropkick su Mankind. In seguito, Mankind si portò in vantaggio nei confronti di Carlito. A metà match, Mankind tentò di colpire Carlito con una sedia d'acciaio, ma quest'ultimo schivò l'attacco per poi indirizzare Mankind contro dei gradoni d'acciaio dopo l'esecuzione di un drop toe hold. Mankind riuscì poi a rialzarsi, però Carlito lo gettò ancora una volta contro i gradoni dopo averlo colpito con uno standing dropkick. Rientrati sul ring, Mankind eseguì una DDT su Carlito per poi applicare su di lui la Mandible Claw e forzarlo alla resa per vincere il match.
Il match seguente fu quello per il World Tag Team Championship tra la coppia campione Lance Cade e Trevor Murdoch e quella sfidante formata da Big Show e Kane; questi ultimi fecero coppia dopo aver perso il ballottaggio per determinare l'ultimo sfidante al WWE Championship in favore di Shawn Michaels. Durante le fasi iniziali del match, Big Show e Kane dominarono Cade e Murdoch. In seguito, Cade e Murdoch si portarono in vantaggio dopo che Murdoch lanciò Kane contro un tenditore delle corde del ring. Cade e Murdoch eseguirono poi un running chop block combination su Kane. Successivamente, Big Show sfruttò la propria stazza per portarsi in vantaggio nei confronti di Cade e Murdoch. Nel finale, Big Show e Kane eseguirono una Double Chokeslam su Cade, con Big Show che schienò poi quest'ultimo per vincere il match e conquistare i titoli di coppia insieme a Kane. Al termine del match, Big Show e Kane colpirono anche Murdoch con una Double Chokeslam.
Il quinto match fu lo Street Fight, scelto con il 91% delle preferenze totali, tra il World Heavyweight Champion Batista (appartenente a SmackDown!) e Jonathan Coachman (con Goldust e Vader). Durante le fasi iniziali del match, Batista lottò contro Goldust e Vader, i quali tentarono di attaccarlo all'angolo. Batista riuscì poi a contrattaccare eseguendo una serie di Spear sia su Goldust che su Vader. In seguito, Coachman salì sul ring per attaccare Batista, ma quest'ultimo lo colpì con una clothesline. Batista tentò poi di eseguire un suplex su Vader, però Goldust colpì Batista con una kendo stick permettendo, così, a Coachman di portarsi in vantaggio nei confronti di Batista. Nel finale, Batista eseguì la Batista Bomb su Coachman per poi schienarlo e vincere il match.
Il match che seguì fu la Fulfill Your Fantasy Battle Royal valevole per il WWE Women's Championship tra la campionessa Trish Stratus e le sfidanti Ashley, Candice Michelle, Maria, Mickie James e Victoria; tutte le partecipanti al match erano vestite in lingerie, che ottenne il 43% delle preferenze totali da parte dei fan votanti. Durante il match, Trish e Mickie eliminarono Maria dopo averla gettata oltre la terza corda del ring. In seguito, Ashley eliminò Candice dopo aver contrattaccato una presa di sottomissione di quest'ultima sull'apron ring. Pochi istanti dopo, Ashley venne eliminata da Victoria. Nel finale, Mickie e Victoria si eliminarono a vicenda consentendo, così, a Trish di vincere il match e mantenere il titolo femminile.

### Match principali
Il settimo match fu lo Steel Cage match, scelto con l'83% delle preferenze totali, per l'Intercontinental Championship tra il campione Ric Flair e lo sfidante Triple H. Durante il match, Triple H lanciò Flair contro la gabbia, aprendogli una profonda ferita alla testa. In seguito, Triple H si impossessò di una catena d'acciaio e la attorcigliò attorno ad una sua mano per poi tentare di colpire Flair con un diving fist drop dalla terza corda del ring. Tuttavia, Flair contrattaccò la manovra colpendo Triple H con un calcio al volto per poi iniziare a colpirlo con una serie di knife edge chops. Triple H controllò poi la maggior parte della contesa, finché non tentò di applicare la figure-four leglock su Flair. Flair si liberò dalla presa per poi lanciare Triple H contro la gabbia. Dopodiché, Flair morse la testa di Triple H, aprendogli una ferita ancora più profonda al capo. Nel finale, Triple H tentò di eseguire il Pedigree, ma Flair rovesciò la manovra in un back body drop per poi colpire tre volte The Game con una sedia d'acciaio. Flair evase poi dalla porta della gabbia per vincere il match e mantenere il titolo.
Il main event fu il Triple Threat match per il WWE Championship tra il campione John Cena e gli sfidanti Kurt Angle e Shawn Michaels; quest'ultimo ottenne il 46% delle preferenze totali da parte dei fan votanti. Durante il match, Cena eseguì un back body drop su Angle, gettandolo all'esterno del ring. Dopo un batti e ribatti tra Cena e Michaels, Angle risalì sul ring e colpì con una serie di suplex sia Cena che Michaels. A metà match, Angle e Michaels schiantarono Cena attraverso un tavolo dei commentatori dopo l'esecuzione di un double inverted suplex slam. Rientrati sul quadrato, Angle eseguì una Angle Slam dalla terza corda ai danni di Michaels. Angle tentò poi di applicare la Ankle Lock su Michaels, ma Cena rientrò sul ring e lanciò Angle all'esterno del quadrato dopo l'esecuzione di una clothesline. In seguito, Cena eseguì un back body drop su Michaels per poi tentare di colpirlo con il Five Knuckle Shuffle, però Angle trascinò il campione fuori dal ring e lo gettò oltre una barricata di sicurezza. Verso la fine del match, Angle applicò la Ankle Lock su Cena e, mentre quest'ultimo si trovava rinchiuso nella presa, Michaels eseguì un diving elbow drop su Angle per poi colpirlo con la Sweet Chin Music. Dopodiché, Cena eseguì la F-U su Michaels e lo schienò per vincere il match e mantenere il titolo.

## Risultati
| #    | Incontri                                                                                   | Stipulazioni                                              | Durata |
| ---- | ------------------------------------------------------------------------------------------ | --------------------------------------------------------- | ------ |
| Heat | Kerwin White e Matt Striker (con Nick Nemeth) hanno sconfitto Shelton Benjamin e Val Venis | Tag team match                                            | 02:38  |
| 1    | Matt Hardy e Rey Mysterio hanno sconfitto Chris Masters e Snitsky                          | Tag team match                                            | 13:46  |
| 2    | Eugene e Jimmy Snuka hanno sconfitto Rob Conway e Tyson Tomko                              | Tag team match                                            | 06:21  |
| 3    | Mankind ha sconfitto Carlito per Sottomissione tecnica                                     | Single match                                              | 07:22  |
| 4    | Big Show e Kane hanno sconfitto Lance Cade e Trevor Murdoch (c)                            | Tag team match per il World Tag Team Championship         | 07:59  |
| 5    | Batista ha sconfitto Jonathan Coachman (con Goldust e Vader)                               | Street fight match                                        | 04:22  |
| 6    | Trish Stratus (c) ha vinto eliminando per ultima Victoria                                  | Battle royal per il WWE Women's Championship              | 05:23  |
| 7    | Ric Flair (c) ha sconfitto Triple H                                                        | Steel cage match per il WWE Intercontinental Championship | 23:47  |
| 8    | John Cena (c) ha sconfitto Kurt Angle e Shawn Michaels                                     | Triple threat match per il WWE Championship               | 16:42  |

### Risultati dei sondaggi
| Sondaggio                                              | Risultato                                                             |
| ------------------------------------------------------ | --------------------------------------------------------------------- |
| Avversari per Chris Masters e Snitsky                  | - Matt Hardy (31%) - Rey Mysterio (29%) - John Layfield (17%)         |
| Compagno di Eugene per il match                        | - Jimmy Snuka (43%) - Jim Duggan (40%) - Kamala (17%)                 |
| Personaggio di Mick Foley per il match contro Carlito  | - Mankind (52%) - Cactus Jack (35%) - Dude Love (13%)                 |
| Stipulazione del match tra Batista e Jonathan Coachman | - Street Fight (91%) - Verbal Debate (6%) - Arm Wrestling (3%)        |
| Vestito per la Battle royal                            | - Lingerie (43%) - Pelle e pizzo (32%) - Cheerleader (25%)            |
| Stipulazione del match tra Ric Flair e Triple H        | - Steel Cage match (83%) - Submission match (13%) - Single match (4%) |
| Avversario di John Cena e Kurt Angle                   | - Shawn Michaels (46%) - Kane (38%) - Big Show (16%)                  |